# عروس‌ماهیان
عروس‌ماهیان (Drepaneidae یا Drepanidae) نام یکی از خانواده‌ها از ماهیان است.